# 蓮花大橋
蓮花大橋（葡萄牙語：Ponte Flor de Lótus），曾為第一條連接澳門和珠海橫琴的跨境大橋，現為路氹城連接橫琴口岸澳門口岸區的大橋，屬澳門特別行政區管轄（原屬廣東省橫琴部分的橋墩除外）。路氹城橋口位於路氹連貫公路旁的蓮花路，另一端則位於橫琴口岸澳方口岸區及澳門大學連接橫琴口岸通道橋。蓮花大橋全長1,756公尺，橋寬30公尺，雙向六條行車道，不准行人行走。
大橋區域原屬於兩地之間的禁區範圍，只限跨境車輛和蓮花口岸專線巴士通行；2020年8月18日開放通關期間仍為限制通行區域，只允許跨境車輛、公共巴士、的士、旅行社重型客車（車齡3年以下）、政府車輛和其他特許車輛通行；2023年9月26日下午3時起，開放一般車輛通行（電單車及單車除外）。

## 沿革

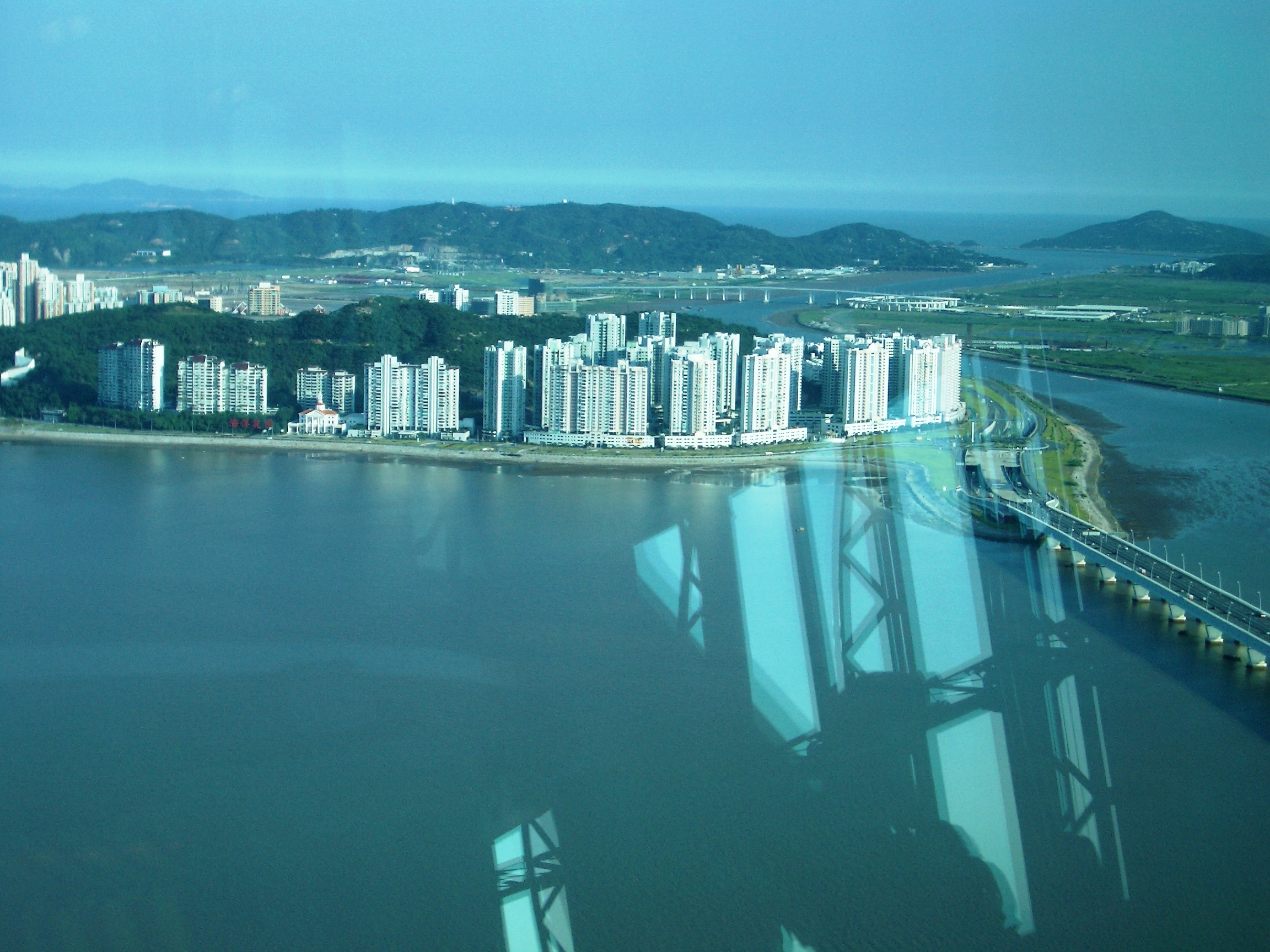
蓮花大橋（後方）

蓮花大橋由中國鐵建中鐵第四勘察設計院與澳葡政府共同設計，珠海與澳門共同投資約兩億元人民幣興建。1994年，中葡專家商建澳珠大橋（又稱珠澳大橋、珠海橫琴大橋、橫琴氹仔大橋、氹橫大橋、琴澳大橋），並完成選址，全長1.8公里六線行車，力爭年內動工。
1997年6月4日，中葡大型基協小組會議商討澳珠大橋起草方案，可望在回歸前通車。
1998年5月2日，澳珠大橋擬定名「蓮花大橋」，並在6月24日正式定名。
1998年5月19日，澳珠大橋澳段工程批出全橋兩段同一集團承建。因珠澳大橋珠段判給澳商因改設計延至6月動工。
1998年6月29日，正式動工。
1999年9月14日，蓮花大橋澳門段竣工，而珠海段則在11月15日合龍。
直至1999年澳門回歸前的12月10日，由澳门总督韋奇立、候任澳門特別行政區行政長官何厚鏵、新華社澳門分社社長王啟人等剪彩揭幕。
2000年3月28日啟用，成為第二個連接澳門和珠海市的陸上交通邊境。此大橋的落成，分流了關閘邊檢大樓中澳兩地客、貨物運送之壓力，設計容量每日可供2萬架車輛使用，及可容納5萬多人次旅客通過。當蓮花口岸通關後，離島居民被禁止使用路環碼頭乘船前往橫琴碼頭。
自2005年9月17日起，由於中方邊檢大樓結構出現問題，關口封閉，及至2007年5月1日重開。
2019年10月26日，為配合重建後的橫琴口岸實施「合作查驗、一次放行」模式，人大常委會批准此大橋將於永久口岸大樓啟用日起，連同澳門口岸區一併租予澳門，租期至2049年尾止。
2020年8月18日14時30分，當最後一班蓮花口岸專線巴士及最後一輛出境車輛抵達珠海橫琴口岸的入境區域後，蓮花大橋來往兩地舊口岸之路段隨即封閉。14時50分，蓮花大橋來往新橫琴口岸路段開通，出境車輛、公共巴士、的士及其他特許車輛可前往橫琴口岸澳門口岸區，其他旅客可轉乘公共交通工具直接前往橫琴口岸澳門口岸區。
2023年9月26日15時，橫琴口岸二期客貨車聯合一站式查驗部分車道開放試運行，大橋全線恢復通車，連接及來回澳門大學連接橫琴口岸通道橋車道同步開通啟用，並開放予一般車輛（電單車及單車除外）通行。

## 途經公共或部分跨境車輛

### 公共巴士路線
新福利：25B、25BS、102X
澳巴：50、N6
兩巴聯營：701X

### 的士
普通的士及電召的士可駛入蓮花大橋前往橫琴口岸澳門口岸區及澳門大學新校區，載客進出需收取8澳門元或5澳門元附加費用。

### 跨境巴士路線
- 橫琴-澳門跨境通勤專線（包括通琴號及橫琴號跨境巴士）
- 珠海機場至澳門快線
- 澳門上葡京至廣州市區跨境直通巴士
- 中山至澳門跨境巴士

## 外部連結
- Google Maps上的蓮花大橋